# 88 v.Chr.

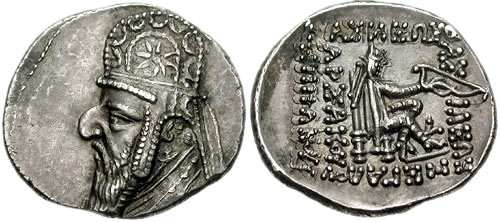
Mithridates II de Grote

Het jaar 88 v.Chr. is een jaartal in de 1e eeuw v.Chr. volgens de christelijke jaartelling.

## Gebeurtenissen

### Italië
- Einde van de Bondgenotenoorlog, de Italiërs zien af van gewapend verzet en krijgen het Romeins burgerrecht aangeboden. In het zuiden zetten de Samnieten echter hun guerrillastrijd voort.
- Lucius Cornelius Sulla wordt door de Senaat benoemd tot consul en krijgt het opperbevel over het Romeinse leger tegen de oorlog van Pontus aan de Zwarte Zee. Cornelius Sulla vertrekt naar Zuid-Italië en reorganiseert in Nola zijn legioenen voor de oversteek naar Griekenland. Daar plunderen zijn mannen Athene.
- Gaius Marius weet, gesteund door Publius Sulpicius Rufus, in een volksvergadering (concilium plebis) het bevel over de strafexpeditie tegen Pontus veilig te stellen. Cornelius Sulla marcheert met het Romeinse leger (6 legioenen) naar Rome en laat de legionairs een "Eed van Trouw" afleggen. De hoofdstad van de Romeinse Republiek wordt na felle straatgevechten ingenomen, waarbij Sulla het Pomerium schendt.
- Gaius Marius vlucht naar Noord-Afrika. Sulpicius Rufus wordt gevangengenomen en in het openbaar geëxecuteerd. Zijn hoofd wordt tentoongesteld op het Forum Romanum.

### Syrië
- Demetrius III Eucaerus bezet Antiochië en belegert de onneembare Citadel van Aleppo, waar Philippus I Philadelphus zich schuil houdt. De Parthen ontzetten het beleg van de Seleuciden en nemen Demetrius III gevangen.
- Antiochus XII Dionysus voert in Judea een veldtocht tegen Obodas I van de Nabateeërs, hij moet zich terugtrekken en vestigt zich in Damascus.

### Egypte
- Ptolemaeus IX Soter keert terug uit ballingschap en wordt in Memphis gekroond tot farao. Hij onderdrukt een opstand in Opper-Egypte en belegert de vestingstad Thebaïs.
- Ptolemaeus X Alexander vlucht naar Cyprus en sneuvelt in de oorlog tegen het leger van Pontus.
- Ptolemaeus XI Alexander en zijn broer Ptolemaeus van Cyprus worden op Kos gevangengenomen door Mithridates VI.

### Numidië
- Hiempsal II (88 - 60 v.Chr.) bestijgt de troon als koning van Numidië. Gaius Marius wordt politiek asiel aangeboden, met de opzet hem als gevangene in Cirta op te sluiten. Hij wordt gewaarschuwd en weet te ontsnappen.

### Parthië
- Orodes I (88 - 77 v.Chr.) volgt zijn vader Mithridates II de Grote op als koning van het Parthische Rijk. De Scythen vallen het land binnen en er ontstaat onenigheid over de troonopvolging.

### Klein-Azië
- Begin van de Eerste Mithridatische Oorlog, Mithridates VI van Pontus wordt in de Romeinse provincie Asia als bevrijder ingehaald en bevredigt de wraakzucht van de Grieken om hen aan te zetten tot muiterij. Mithridates VI geeft opdracht om in het hele land Romeinse onderdanen (± 80.000) te vermoorden (de zgn. Vespers van Efeze).
- Mithridates VI belegert in de Egeïsche Zee tevergeefs het eiland Rhodos en landt met een expeditieleger in Griekenland. Achaea, Boeotië en Sparta komen in opstand tegen de Romeinen.

## Geboren
- Gaius Claudius Marcellus (~88 v.Chr. - ~40 v.Chr.), Romeins consul en staatsman

## Overleden
- Demetrius III Eucaerus (~115 v.Chr. - ~88 v.Chr.), koning van het Seleucidenrijk (Syrië) (27)
- Mithridates II de Grote, koning van Parthië
- Ptolemaeus X Alexander (~129 v.Chr. - ~88 v.Chr.), farao van Egypte (41)
- Publius Sulpicius Rufus (~121 v.Chr. - ~88 v.Chr.), Romeins redenaar en staatsman (33)